# Joseph Vos
Joseph Antonius Maria (Joseph) Vos (1948) is een Nederlandse politicus en bestuurder van het CDA. Hij was burgemeester van diverse gemeentes en dijkgraaf.

## Loopbaan
- Raadslid in Roosendaal (1978-1982)
- Wethouder in Roosendaal (1982-1991)
- Burgemeester van Someren (1991-1999)
- Burgemeester van Uden (1999-2004)
- Dijkgraaf van Waterschap Brabantse Delta (2004-2013)
- Waarnemend burgemeester van Steenbergen (2013-2015)[1]

Hij gaf aan in mei 2013 als dijkgraaf met pensioen te zullen gaan; op 1 mei 2013 volgde Carla Moonen hem op. Per 23 december 2013 werd hij benoemd tot waarnemend burgemeester van Steenbergen, als opvolger van Saskia Bolten die wegens een motie van wantrouwen door de raad, die ze naast zich neer had gelegd, met onbepaald verlof was. In september 2015 besloot de gemeenteraad van Steenbergen om Ruud van den Belt voor te dragen om daar de burgemeester te worden. Vanaf 5 oktober 2017 was Joseph Vos ruim anderhalf jaar waarnemend burgemeester van Eersel.